# Euodynerus bidentiformis
Euodynerus bidentiformis är en stekelart som först beskrevs av Giordani Soika 1942.  Euodynerus bidentiformis ingår i släktet kamgetingar, och familjen Eumenidae. Inga underarter finns listade i Catalogue of Life.